# Brozova zgrada (Klanjec)
Brozova zgrada je objekt u gradu Klanjcu.

## Opis
Jednokatna uglovnica nastala je u 19. st. spajanjem dviju parcela i nadogradnjom starijih, izvorno prizemnih zgrada u jedan objekt definirajući tako jugoistočni ugao Mihanovićeva trga na spoju s Augustinčićevom ulicom. Njezina dva jednako vrijedna pročelja, bogato su dekorirana elementima arhitektonske plastike toga vremena. U prostornom i funkcionalnom smislu zgrada je bila podijeljena na trgovačko prizemlje i stambeni prostor na katu. Predstavlja izraziti primjer urbane kuće 19. st. jedinstvenog neostilskog oblikovnog koncepta.

## Zaštita
Pod oznakom Z-4802 zavedena je kao nepokretno kulturno dobro - pojedinačno, pravna statusa zaštićena kulturnog dobra, klasificirano kao "profana graditeljska baština".